# Kantwerkschool Koningin Sophie der Nederlanden

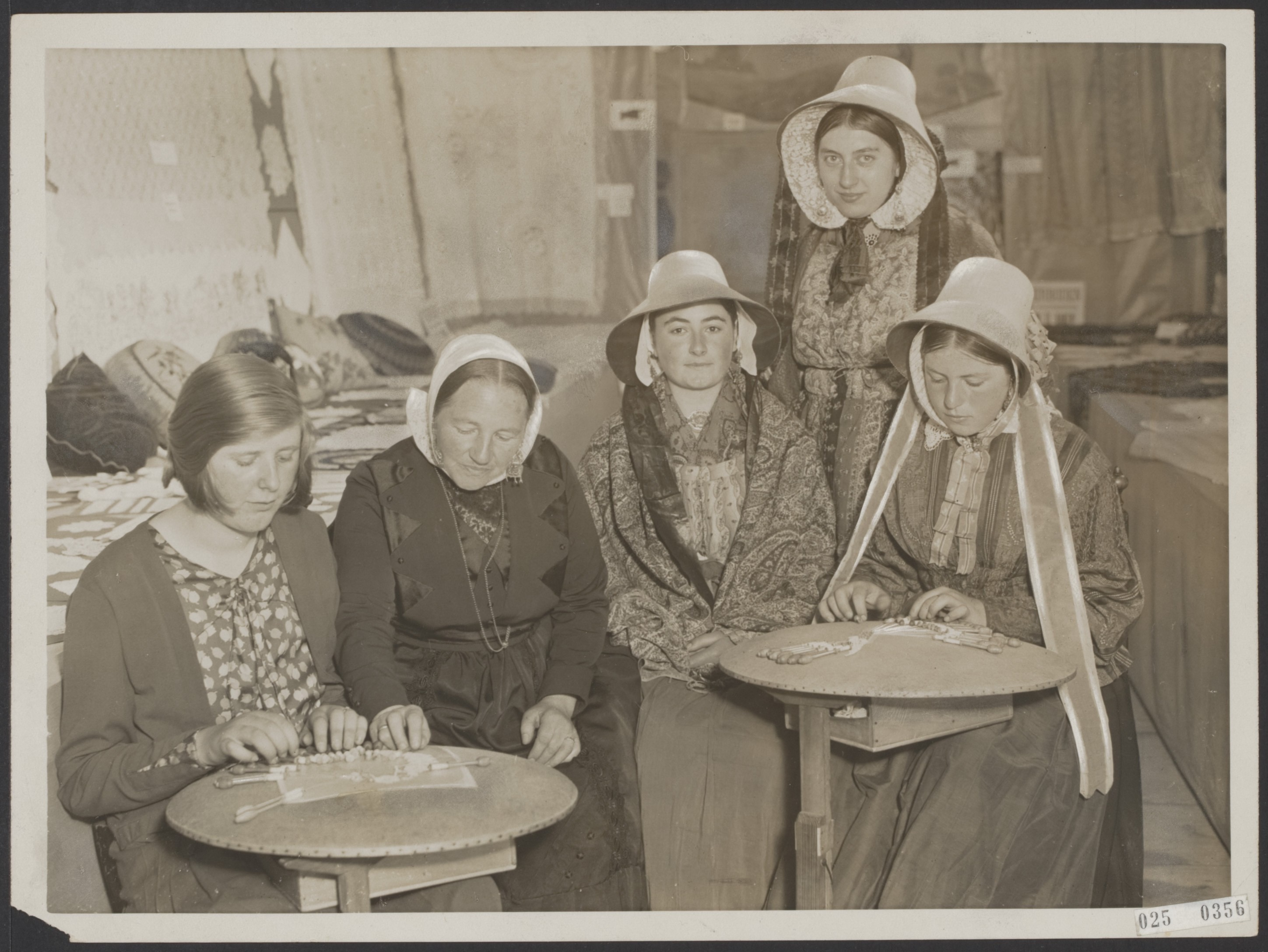
Huisvlijttentoonstelling te Oostburg in 1931 met een demonstratie van de kantwerkschool in kantbewerken. Geheel links de moderne tijd, daarnaast 19e eeuw, daarnaast 1700, zittend 1850, staand 1830.

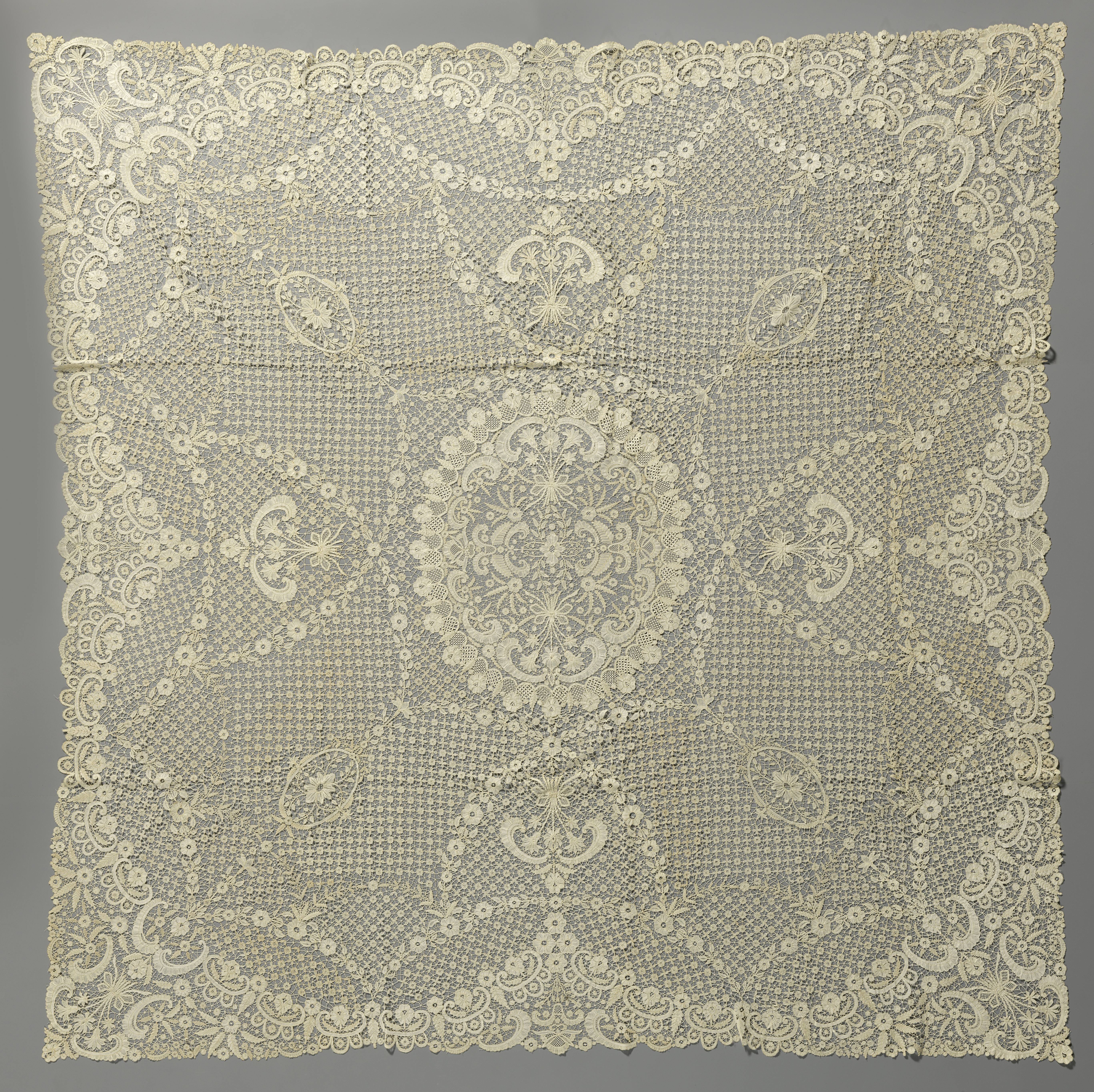
Sprei van gemengde kant met veldbloemen ontworpen door J.M. van der Roos, gemaakt door de kantwerkschool rond 1918-1920 als geschenk van Koningin Wilhelmina aan Koningin Emma. Collectie Rijksmuseum Amsterdam.

De Kantwerkschool Koningin Sophie der Nederlanden was een opleidingsinstituut voor de kantindustrie gevestigd in Sluis in de Nederlandse provincie Zeeland.
De school opende op 3 januari 1854 met 18 leerlingen om werkperspectief te bieden voor de armen in Sluis. In 1955 had de school 47 leerlingen en werd Koningin Sophie der Nederlanden beschermvrouwe. In 1857 werd de school uitgebreid met een naai- en brei-afdeling. In 1872 sloot de school wegens gebrek aan belangstelling. In 1910 werd de school heropend vanwege de geboorte van prinses Juliana. Ze stond onder leiding van directrice Annie Roos. De school ontving vanaf 1912 rijks- en provinciale subsidies. De school ontving opdrachten voor het Koninklijk Huis en ontving het predicaat 'Koninklijk' tot in 1935 werd opgeheven vanwege een gebrek aan leerlingen. In 1980 werd besloten tot een heroprichting.
Verschillende ontwerpen bevinden zich in de collectie van het het Rijksmuseum Amsterdam.